# Praelongorthezia longipes
Praelongorthezia longipes är en insektsart som först beskrevs av Hempel 1920.  Praelongorthezia longipes ingår i släktet Praelongorthezia och familjen vaxsköldlöss. Inga underarter finns listade i Catalogue of Life.